# Belmont-sur-Buttant
 Belmont-sur-Buttant  es una población y comuna francesa, en la región de Lorena, departamento de Vosgos, en el distrito de Saint-Dié-des-Vosges y cantón de Brouvelieures.

## Demografía
| 251 | 235 | 220 | 246 | 255 | 256 |
| Para los censos de 1962 a 1999 la población legal corresponde a la población sin duplicidades (Fuente: INSEE [Consultar]) |     |     |     |     |     |